# 大阪地裁法廷内連続暴行事件
大阪地裁法廷内連続暴行事件（おおさかちさいほうていないれんぞくぼうこうじけん）とは、2006年から2008年にかけて大阪地方裁判所で発生した同一犯による連続傷害事件。

## 犯人
犯人は在日韓国・朝鮮人で、薬物犯罪の常習犯であった。犯人が警察署の留置場で、同房の男を殴って負傷させたことから事件が始まった。

## 経緯
- 2006年
  - 1月13日 - 留置場での傷害事件の裁判で懲役4年の実刑判決が言い渡された直後、検察官席に飛び乗って検察官の顔を蹴り、全治2週間の負傷をさせた。
  - 3月28日 - 検察官への傷害事件の初公判で、犯人は隣に座っていた刑務官に向かってパンチを食らわせた。
  - 4月18日 - 検察官への傷害事件の裁判で、裁判官は懲役2年4ヶ月の実刑判決が言い渡した。この日は特に暴れることはなかった。
  - 9月13日 - 検察官への傷害事件の控訴審初公判で、犯人は「今日は暴れるつもりだったが、悠仁親王の誕生がうれしくて止めることにした」と嘯いた。
- 2007年
  - 1月11日 - 刑務官への傷害事件の控訴審で、裁判官は懲役2年8ヶ月の実刑判決が言い渡した。この日は特に暴れることはなかった。
  - 10月11日 - 前回の裁判の後、また大阪拘置所で暴れ、この事件の初公判が開かれた。入廷後、隣の刑務官の顔を殴り、直ちに退廷処分となった。
- 2008年
  - 1月24日 - 大阪拘置所の事件の裁判で、裁判官は懲役4年6ヶ月の実刑判決が言い渡した。裁判長は「これを最後にして、拘置所の人に迷惑をかけないように」と諭したという。